# Coelotes tarumii
Coelotes tarumii är en spindelart som beskrevs av Arita 1976. Coelotes tarumii ingår i släktet Coelotes och familjen mörkerspindlar. Inga underarter finns listade i Catalogue of Life.